# Хромтау
Хромта́у (каз. Хромтау) — місто, центр Хромтауського району Актюбінської області Казахстану. адміністративний центр та єдиний населений пункт Хромтауської міської адміністрації.
Населення — 29579 (2021; 24089 у 2009, 21740 у 1999, 24438 у 1989).
Місто знаходиться на стратегічній автомобільній дорозі Орал—Ташкент. Кінцева станція залізничної гілки від лінії Орськ-Атирау.
Своєю назвою місто зобов'язане найбільшому в світі родовищу хромітової руди. У місті є містоутворююче підприємство, що здійснює видобуток шахтним і кар'єрним способом і збагачення руди — Донський гірничо-збагачувальний комбінат.
До 1997 року місто мало статус міста обласного підпорядкування.